# Bao giờ có yêu nhau
Bao giờ có yêu nhau là bộ phim lãng mạn có yếu tố kỳ ảo của Việt Nam năm 2016 do Dustin Nguyễn đạo diễn, Trần Lý Trí Tân viết kịch bản lấy cảm hứng từ câu chuyện Sự tích trầu cau và kịch bản gốc thuộc thể loại kinh dị, "Bàu Trắng" của Nguyễn Trọng Khoa. Bộ phim có sự tham gia diễn xuất của các diễn viên Minh Hằng, Quý Bình.

## Nội dung
Linh, một sinh viên ngành thực vật học, trong chuyến du khảo lên Tây Nguyên, cô nghe người dân địa phương kể về cây Thủy tùng duy nhất còn sót lại ở sâu trong rừng. Linh quyết định một mình tự tìm đến nơi để nguyên cứu. Khi đang chụp hình thì Linh bị ngã trượt xuống dốc và bất tỉnh, cô được Huy, một nhiếp ảnh gia bắt gặp và đưa về trạm xá. Cuộc gặp gỡ khiến họ tiến gần với nhau, trở thành người yêu và cùng nhau trải nghiệm nhiều nơi. Trong một số bức hình mà Huy chụp xuất hiện bóng ma của một người có khuôn mặt giống Linh.
Một lần Huy đến thăm nhà Linh và gặp mẹ của cô, sau đó hai người trốn cùng lên Phan Thiết chơi dù mẹ Linh không đồng ý, Huy tò mò về căn nhà cũ mà gia đình Linh đã bỏ hoang tại đây nên nhất quyết đến xem, một số người dân địa phương tỏ ra sợ hãi khi gặp Linh, nhưng hai người không để tâm. Trong buổi tối đi đến Mũi Né bằng xe máy, Huy và Linh bị một nhóm cướp bám theo, Huy bị đánh chết còn Linh bị chúng cưỡng hiếp. Trong trạng thái là một linh hồn, Huy phải chứng kiến cảnh này, nhưng sau đó anh được linh hồn của Phương, bóng ma mà anh từng chụp được trước đấy đưa đi. Tưởng rằng đây là Linh nên Huy không ngại thổ lộ tình cảm và xin lỗi cô vì những gì vừa mới xảy ra. Phương thừa nhận mình không phải là Linh, khi không còn hy vọng gì với Huy, cô đã lựa chọn sự siêu thoát để lại linh hồn của Huy với ký ức vừa được gợi lại về kiếp trước của cả ba người. 
Linh tỉnh lại tại bệnh viện và biết được Huy đã chết vì cố gắng cứu cô. Sau thời thời gian tĩnh dưỡng, Linh sửa sang lại căn nhà cũ của gia đình. Trong một giắc mơ, cô bắt đầu nhớ lại những truyện đã xảy ra từ kiếp trước:
Tại căn nhà của gia đình Linh vào đầu thập niên 1970, lúc này Linh có người chị sinh đôi là Phương, trong khi Linh và Huy là cặp đôi đang yêu thì Phương cũng có tình cảm với Huy. Lựa lúc Huy chủ quan, Phương đã giả là Linh để tiếp cận và quan hệ với anh, cảnh tượng bị Linh bắt gặp khiến cô suy sụp tinh thần. Ngày hôm sau, khi ba người cùng đi chơi trên chiếc xe La Dalat do Huy cầm lái, Linh chủ động phanh phui sự việc trong khi Phương không thể nói lời nào. Nhìn thấy hình hai nửa bông hoa sen trên tay mình và Phương, Huy mới nhận ra mình đã mắc sai lầm rất lớn. Trong lúc không tập trung, anh đã lao xe xuống vực khiến cả ba người cùng thiệt mạng. Linh và Huy đầu thai kiếp sau, chính là hai nhân vật chính của phim, còn Phương luôn dăy dứt và mong chờ tình cảm của Huy nên không thể siêu thoát.

## Diễn viên
- Quý Bình vai Huy
- Minh Hằng vai Linh và Phương
- Kim Xuân vai Mẹ của Linh
- Lê Thiện vai Chủ tiệm nước
- Văn Tùng vai Ba của Huy
- Hoài An vai Mẹ của Huy
- Y Kroc vai Anh chàng người Eđê
- Mai Thế Hiệp vai Chủ tiệm tạp hóa

## Sản xuất

### Đội ngũ sản xuất
Sau thành công của Trúng số phát hành năm 2015, bộ phim được gửi đề cử giải Oscar, Dustin Nguyễn ngay sau đó đã bắt tay vào dự án điện ảnh tiếp theo. Tháng 11 năm 2015, Dustin Nguyễn cho biết ông đã mời giám đốc hình ảnh Garry Waller từ Hollywood và nhà quay phim Việt Nam Trang Công Minh vào dự án, người từng chiến thắng tại hạng mục Quay phim điện ảnh xuất sắc tại Giải cánh diều 2013. Bộ phim này sẽ dựa theo kịch bản gốc "Bàu Trắng" của Nguyễn Trọng Khoa với tên gọi mới là Bao giờ có yêu nhau do đạo diễn Trần Lý Trí Tân chuyển thể. Nguồn cảm hứng của bộ phim được lấy từ câu truyện Sự tích trầu cau.

### Diễn viên
Mình Hằng được tuyển vai qua sự giới thiệu của Bebe Phạm, nữ ca sĩ cũng chủ động xin vào vai nữ chính. Trước đó, Dustin Nguyễn chưa từng xem qua các phim mà Minh Hằng tham gia, ông nhận được góp ý từ nhiều người rằng Minh Hằng trước giờ chỉ có thể đóng một dạng vai, nhưng sau khi xem cô diễn thử với Quỳ Bình thì Dustin đã chắc chắn chọn cô cho vai nữ chính. Bộ phim đánh dấu sự trở lại sau quãng thời gian dài 5 năm kể từ bộ phim điện ảnh gần nhất mà Minh Hằng tham gia. Mức cat-xê cô nhận được vào khoảng 30.000 đến 40.000 đô la Mỹ.

### Sản xuất
Phim được sản xuất trong 1 tháng, bắt đầu từ tháng 12 năm 2015. Bối cảnh trong phim được chọn tại huyện Đức Trọng tỉnh Lâm Đồng và Phan Thiết, trong đó các cảnh tại Mũi Né được quay trong khoảng 20 ngày, các cảnh tại Bàu Cát được quay trong 1 ngày. Sau quá trình khổ cực để thực hiện bộ phim Lửa Phật tại Bàu Cát, Dustin Nguyễn vốn đã không muốn quay lại nơi này, nhưng vì ở Việt Nam không còn nơi nào khác phù hợp với ý đồ của kịch bản nên ông mới chọn lại Bàu Trắng làm phim trường.
Dustin Nguyễn và Bebe Phạm dự định ban đầu về kinh phí sản xuất sẽ tương đương kinh phí của bộ phim Trúng số là vào khoảng 6-7 tỷ đồng, quá trình viết kịch bản đã phát sinh thêm ý tưởng kéo theo mức kinh phí lên 14 tỷ.

### Nhạc phim
Ngoài câu truyện "Sự tích Trầu Cau" thì ca khúc chủ đề Kiếp nào có yêu nhau, sáng tác của nhạc sĩ Phạm Duy phổ thơ Minh Đức Hoài Trinh cũng là nguồn cảm hứng cho Dustin Nguyễn và Trần Lý Trí Tân biên soạn kịch bản. Vợ chồng Dustin Nguyễn và Bebe Phạm đã mua bản quyền phiên bản mà ca sĩ Thái Thanh thể hiện để sử dụng cho bộ phim.
Sau ngày Bao giờ có yêu nhau được công chiếu, Minh Hằng cũng phát hành MV Anh từ đâu, một ca khúc được sử dụng trong phim. MV được ghi hình trong trong phim trường và do Khương Vũ đạo diễn. Bộ phim có sử dụng ca khúc Mùa yêu của Lê Cát Trọng Lý.

## Phát hành
Teaser trailer đầu tiên của ra mắt ngày 28 tháng 2 năm 2016, Teaser trailer thứ 2 ra mắt ngày 18 tháng 3, và trailer chính thức ra mắt ngày 20 tháng 4 năm 2016.
Bao giờ có yêu nhau có buổi ra mắt vào tối ngày 9 tháng 5 năm 2016 tại Thành phố Hồ Chí Minh, và được phát hành chính thức từ ngày 12 tháng 5. Trong quá trình quảng bá cho bộ diễn viên Minh Hằng, Y Kroc và nhà sản xuất Bebe Phạm đã có chuyến thăm Trung tâm nuôi dưỡng và bảo trợ trẻ em Tam Bình, Thành phố Hồ Chí Minh.
Trước khi công chiếu ít ngày, một vụ án mạng đã xảy ra ở Ninh Thuận có một số chi tiết tương đồng với phân đoạn nhân vật Huy và Linh bị nhóm cướp ra tay.

## Đón nhận

### Đánh giá chuyên môn
Tác giả Ngọc Mai của báo Pháp luật Việt Nam viết: "Như các bộ phim trước của Dustin Nguyễn, Bao giờ có yêu nhau vẫn còn khá lạm dụng kĩ xảo và sự trau chuốt quá nhiều, điều này có phần làm giảm sự tự nhiên của bộ phim, đôi chỗ khiến người xem thấy khá khiên cưỡng... Âm nhạc cũng là một yếu tố được đánh giá cao của bộ phim, bộ phim tạo ra sự mới mới lạ khi pha lẫn yếu tố lãng mạn và một chút kinh dị. Dù là một bộ phim gắn mác 16+, nhưng đây cũng là một trong số ít những bộ phim có khâu quảng bá chừng mực, không lăng xê bằng yếu tố tình dục, không scandal, không câu view bằng chiêu trò." Cây viết Văn Bảy của Thể thao & Văn hóa thì nhận xét: "Cách kể của phim không phù hợp với những khán giả thiếu kiên nhẫn, hoặc đã quen với phim giải trí mau lẹ. Hiếm có kịch bản phim nào của Việt Nam đạt mức độ chiều sâu và phức tạp như bộ phim này".
Theo nhà báo Cát Vũ, bộ phim "có chiều sâu nhưng chưa đạt độ xuất sắc, chỉ khoảng trung bình - khá. Quý Bình và Minh Hằng đều là diễn viên thực lực, diễn xuất tốt nhưng thực tế Quý Bình vẫn chưa phải cái tên 'bán vé', kéo khán giả đến rạp".

### Giải thưởng
Dù được đánh giá có diễn xuất tốt hơn những diễn viên tranh giải Nữ diễn viên chính hạng mục phim điện ảnh tại Giải Cánh diều 2016 nhưng Minh Hằng lại không tham gia đề cử.
| Năm  | Giải thưởng                        | Hạng mục                                            | Đề cử               | Kết quả   | Chú thích |
| ---- | ---------------------------------- | --------------------------------------------------- | ------------------- | --------- | --------- |
| 2017 | Giải Cánh diều 2016                | Phim truyện điện ảnh                                | Bao giờ có yêu nhau | Bằng khen | [ 24 ]    |
| 2017 | Giải Cánh diều 2016                | Đạo diễn xuất sắc - Phim truyện điện ảnh            | Dustin Nguyễn       | Đề cử     | [ 25 ]    |
| 2017 | Hội Điện ảnh Thành phố Hồ Chí Minh | Phim điện ảnh                                       | Bao giờ có yêu nhau | Đoạt giải | [ 26 ]    |
| 2017 | Hội Điện ảnh Thành phố Hồ Chí Minh | Nữ diễn viên chính – Phim điện ảnh                  | Minh Hằng           | Đoạt giải | [ 26 ]    |
| 2017 | Hội Điện ảnh Thành phố Hồ Chí Minh | Nam diễn viên chính – Phim điện ảnh                 | Quý Bình            | Đoạt giải | [ 26 ]    |
| 2017 | Liên hoan phim Việt Nam lần thứ 20 | Nam diễn viên chính xuất sắc – Phim truyện điện ảnh | Quý Bình            | Đoạt giải | [ 27 ]    |